# يان ديفيس
يان ديفيس (25 يونيو 1953 في أستراليا - ) (بالإنجليزية: Ian Davis)‏ هو لاعب كريكت أسترالي. شارك مع منتخب أستراليا الوطني للكريكت. أما مع النوادي، فقد لعب مع فريق جنوب ويلز الجديد للكريكت ‏ وفريق كوينسلاند للكريكت ‏.

## وصلات خارجية
- يان ديفيس على موقع إي آس بي آن كريك إنفو (الإنجليزية)